# Santuario arquidiocesano de Cristo Nuestro Señor del Santo Sepulcro
El santuario arquidiocesano de Cristo Nuestro Señor del Santo Sepulcro o Apung Mamacalulu (Santo Entierro de Ángeles) es un santuario arquidiocesano que se encuentra en el Barangay Lourdes Sur, de la ciudad de Ángeles, en el país asiático de Filipinas.
La tradición de venerar a la imagen del Cristo muerto tiene su origen en la Iglesia primitiva. El primer artículo de veneración fue el sindon, o la mortaja que se cree pudo haber sido utilizada para enterrar el cuerpo de Cristo muerto. Varias representaciones de la muerte de Cristo llegaron a ser comunes en el siglo XV. Cuando España introdujo el cristianismo en estas islas, trajeron varias imágenes representativas de la muerte de Cristo. Conocidas por nombres como Santo Sepulcro, Santo Cristo Yacente, Retiro Santo, Santo Entierro, etc.